# Adamo Boari
Adamo Boari (Marrara, 22 ottobre 1863 – Roma, 22 febbraio 1928) è stato un architetto e ingegnere italiano.

## Biografia
Boari nacque a Marrara, in provincia di Ferrara. Iniziò gli studi universitari all'Università degli Studi di Ferrara poi si trasferì all'università di Bologna dove si laureò in ingegneria civile nel 1886. 

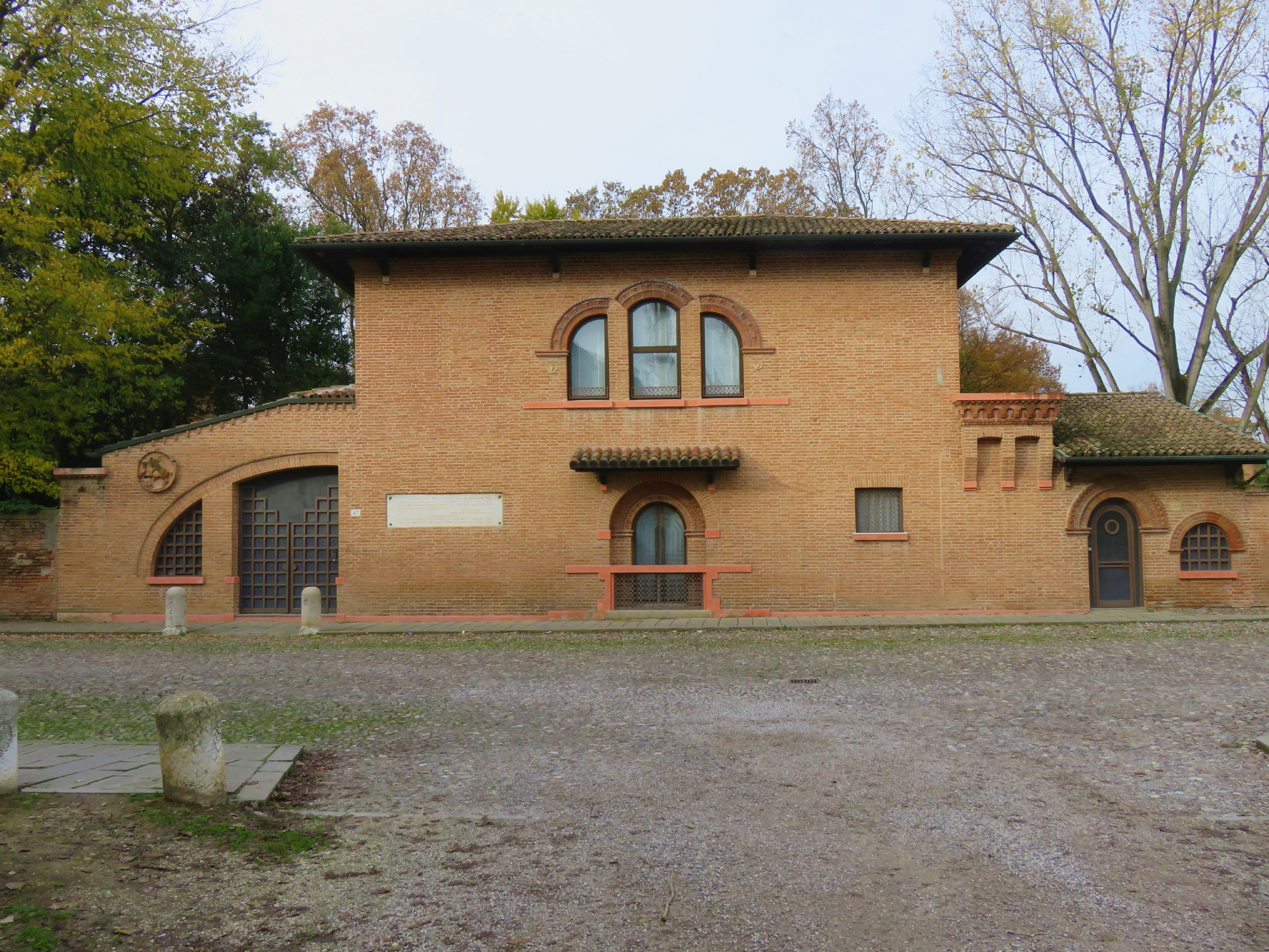
Ex palazzina Boari, in corso Ercole I d'Este, antico sito della chiesa di Santa Maria degli Angeli.

## In America
Nel 1889 si trasferì in Brasile alla ricerca di lavoro ma anche per spirito di avventura. Dal Brasile inviò progetti e disegni alla prima esposizione nazionale di architettura, tenutasi a Torino nel 1890. Visitò Buenos Aires e Montevideo.

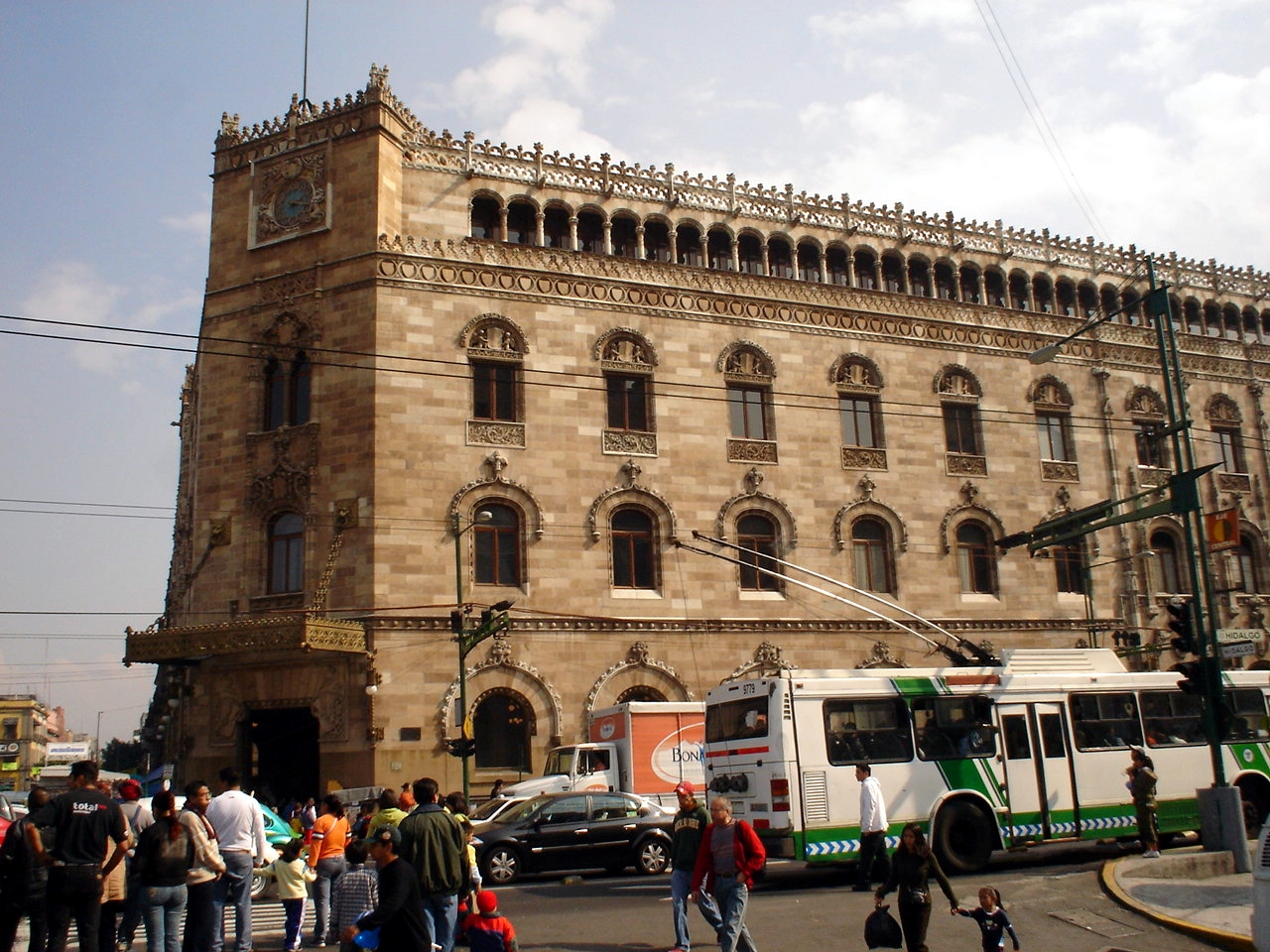
Palazzo postale di Città del Messico.

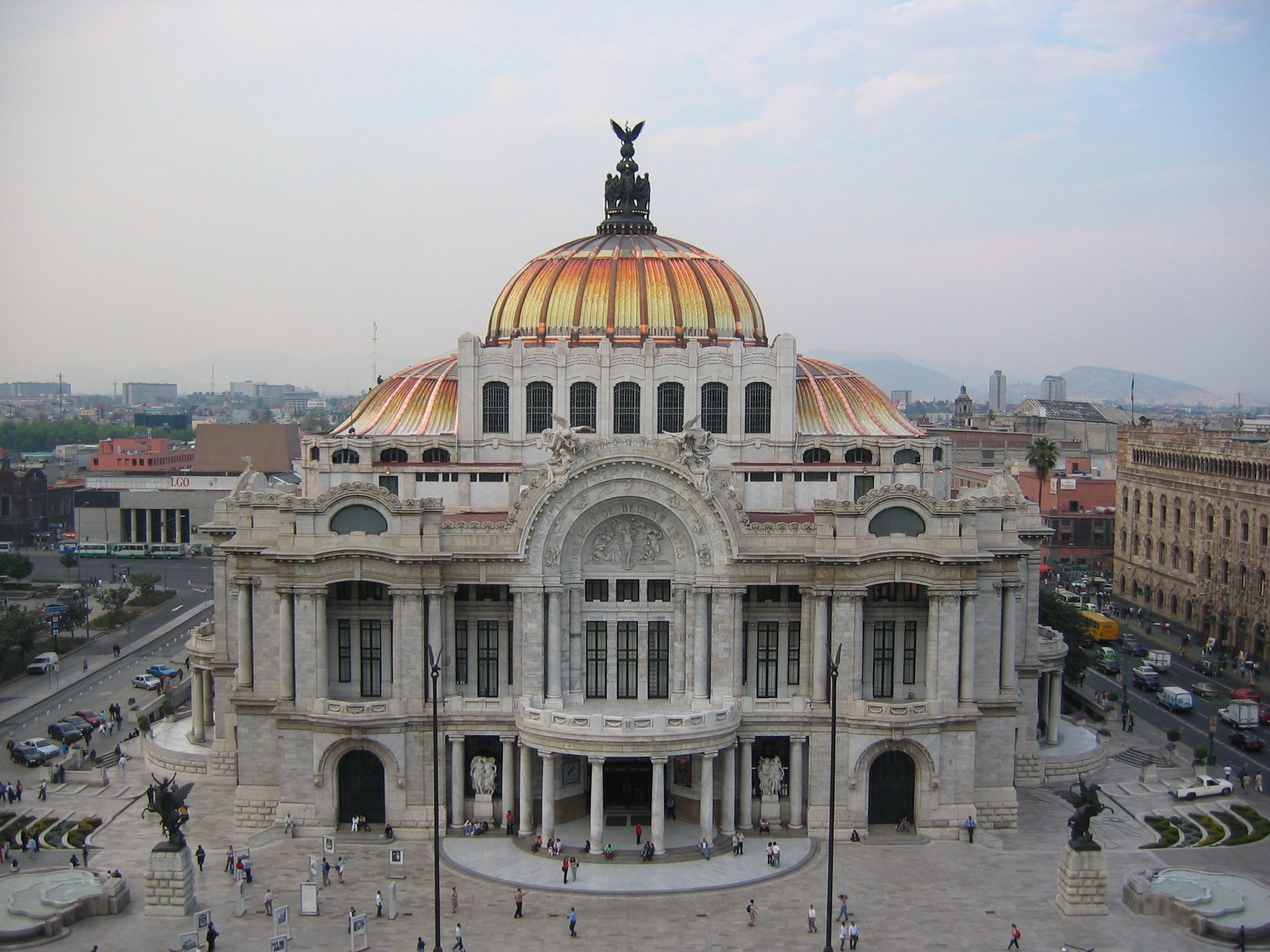
Palazzo delle Belle Arti di Città del Messico

In Brasile, durante la costruzione del troncone ferroviario Santos-Campinas contrasse la febbre gialla a causa delle dure condizioni nei cantieri e fu costretto a trasferirsi negli Stati Uniti per curarsi. A Chicago nel 1893 partecipò alla World's Columbian Exposition con un certo successo e nel 1899 ottenne un'abilitazione professionale come architetto, valida per gli Stati Uniti. A Chicago ottenne numerose commissioni per progetti da eseguirsi in Messico, nell'ambito della modernizzazione del paese patrocinata dal presidente Porfirio Díaz. 
Nel 1899 si trasferì in Messico ed il suo titolo di architetto fu convalidato ufficialmente nel 1903. Progettò la cupola della parrocchia di Nuestra Señora del Carmen e le chiese parrocchiali di Atotonilco el Alto e di Matehuala. Dopo aver progettato un monumento a Porfirio Díaz nel 1900, entrò nelle simpatie del presidente e fu incaricato di costruire il Palazzo delle Poste di Città del Messico, iniziato nel 1902 e terminato nel 1907, un edificio dallo stile eclettico che sinteizza vari stili. A Boari venne commissionata anche la sistemazione del Palacio Nacional, mentre il progetto della propria casa a Città del Messico, viene considerato il primo esempio di architettura moderna nel paese.
Ormai diventato uno dei più importanti architetti del Messico, Boari fu incaricato personalmente da Díaz di trovare un terreno adatto per la costruzione del nuovo Teatro Nazionale, opera che doveva rappresentare un fiore all'occhiello per il governo. Boari scelse simbolicamente un'area dove si trovavano le rovine dell'antico convento di Santa Isabella. Durante i lavori per le fondazioni furono scoperte rovine azteche ancora più antiche sulle quali era stato costruito il convento, il che fece aumentare il valore simbolico del progetto che doveva rappresentare la nascita di uno stile messicano autonomo e nazionalista. Per riuscire a portare a termine al meglio il suo incarico, Boari ritornò per un periodo a Chicago, lavorando presso lo studio di Frank Lloyd Wright in uno sforzo di aggiornare al massimo le sue conoscenze tecniche e progettuali.
Nel 1907, tornato in Messico, Boari diede inizio ai lavori di costruzione del teatro con l'intenzione di compiere attraverso l'edificio un'esaltazione simbolica della cultura autoctona del paese. A questo scopo l'eclettica facciata Art Nouveau del teatro, mescolava liberamente elementi architettonici neoclassici, coloniali, ma anche aztechi e maya. I lavori procedettero a rilento anche a causa di infiltrazioni d'acqua che resero fragile il terreno. Per sostenere l'edificio che, pesantemente decorato con marmi di Carrara, aveva cominciato ad inclinarsi verso l'Alameda Central, si dovette ricorrere a iniezioni di cemento nel terreno. Intanto il Messico attraversava una fase di fortissima instabilità sociale e politica a causa della Rivoluzione Messicana. 

## In Europa

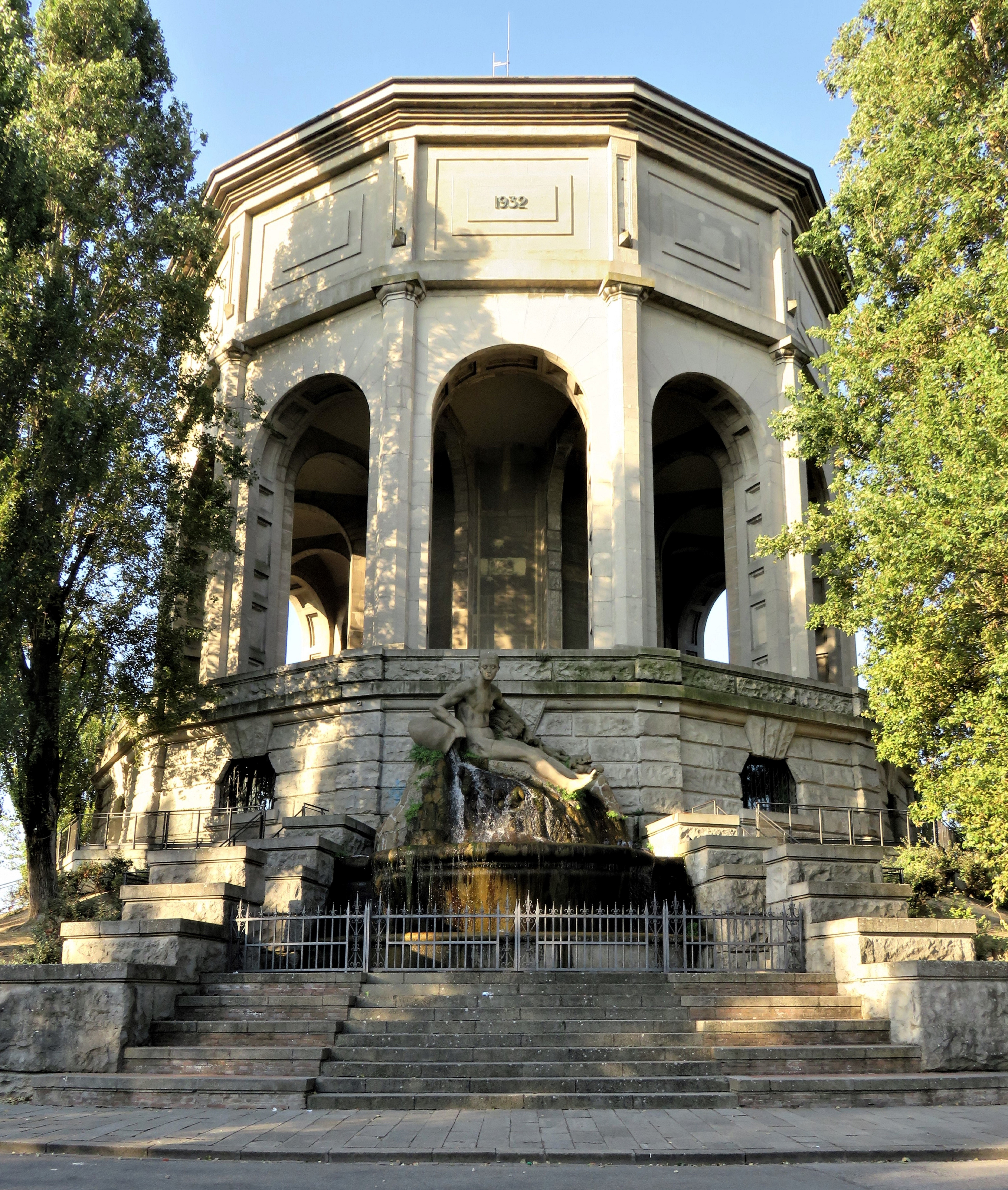
Acquedotto di Ferrara.

Boari nel 1916 decise di tornare in Italia ma continuò a tenersi in contatto con Federico Ernesto Mariscal Piña, incaricato di completare il teatro che Boari aveva solo iniziato. Dopo la rivoluzione il palazzo divenne il Palazzo delle Belle Arti e questo richiese numerose modifiche e l'abbandono dell'impostazione stilistica originaria di Boari. Il Palazzo delle Belle Arti fu inaugurato nel 1934, dopo la sua morte.
A Roma continuò a lavorare ottenendo incarichi e riconoscimenti e pubblicando articoli. Progettò il Serbatoio dell'Acquedotto di Ferrara in uno stile ispirato all'architettura classica, poi realizzato da Carlo Savonuzzi. Forse supervisionò il progetto del Teatro Nuovo di Ferrara al quale lavorò il fratello Sesto e che presenta alcune somiglianze stilistiche con il Teatro Nazionale di Città del Messico.
Nel 1927 partecipò al concorso per l'edificio della Società delle Nazioni a Ginevra al quale parteciparono anche Le Corbusier ed Hannes Meyer ed ottenne una delle nove menzioni d'onore dalla giuria formata, tra gli altri, da Victor Horta e Josef Hoffmann. Morì a Roma il 22 febbraio 1928.

## Principali progetti
- 1898 - Cupola del santuario Nostra Signora del Carmen, Atotonilco el Alto, Messico
- 1898 - Parrocchia di Matehuala, Messico
- 1901-1916 - Tempio dell'Espiazione, Guadalajara
- 1902-1907- Palazzo Postale, Città del Messico
- 1908 - Casa Boari, Città del Messico
- 1934 - Palazzo delle Belle Arti, Città del Messico, opera poi completata da Federico Ernesto Mariscal Piña
- 1930-1932 - Acquedotto di Ferrara, opera realizzata poi da Carlo Savonuzzi.